# Polyrhachis inusitata
Polyrhachis inusitata é uma espécie de formiga do gênero Polyrhachis, pertencente à subfamília Formicinae.